# Bruno Baltazar
Bruno Baltazar, né le 6 juillet 1977 à Lisbonne (Portugal), est un footballeur portugais, reconverti entraîneur.

## Biographie

### Carrière de joueur
Né à Lisbonne, Baltazar réalise une modeste carrière de footballeur au poste de défenseur central, évoluant dans différents clubs en troisième et quatrième division portugaise (SU Sintrense, son club formateur, l'Odivelas FC, CD Fátima, Imortal DC, Abrantes FC, Real SC, GD Igreja Nova...). En 2005-2006, il dispute avec le FC Barreirense sept matchs de Segunda Liga, le niveau le plus haut auquel il a joué, mais le club est relégué en fin de saison.
Il connaît trois expériences à l'étranger : d'abord au Dresdner SC, en Regionalliga Nord, le quatrième échelon du football en Allemagne, en 2003, puis à Margate en Angleterre, en Football Conference, et enfin en 2008-2009, avec le Digenis Morphou en deuxième division chypriote. Il termine sa carrière de joueur en 2011 à 34 ans.

### Carrière d’entraîneur
Baltazar se reconvertit immédiatement comme entraîneur au SU Sintrense, son club formateur où il a fini sa carrière. D'abord adjoint, il est promu entraîneur principal en 2012 et mène l'équipe à la promotion espérée en troisième division,. En 2013, il est nommé à l'Atlético CP, en deuxième division, mais il est démis de ses fonctions après un mois seulement.
Après un bref passage dans le staff technique de l'équipe nationale des Philippines, sous la direction de l'Américain Thomas Dooley, il rentre au Portugal fin 2014 pour reprendre un poste d’entraîneur au Casa Pia, un club de 3e division qu'il mène jusqu'au barrage d'accession, perdu face à Varzim. En 2015-2016, il rejoint le staff du Français Sabri Lamouchi dans le club qatari d'El-Jaish SC. En octobre 2016, il retrouve un poste d’entraîneur au SC Olhanense, en deuxième division portugaise, où il adopte comme adjoint son compatriote Guilherme Ramos, un ancien footballeur au parcours modeste comme lui. Ramos l'accompagne dès lors dans tous ses nouveaux clubs. Après seulement quatorze matchs et alors que le club est dernier, Baltazar démissionne.
Quelques semaines plus tard, Baltazar signe à l'AEL Limassol, club de première division chypriote, où il obtient de bons résultats même s'il manque de peu la qualification pour la phase finale de la Ligue Europa. En mars 2018, il démissionne de l'AEL et signe quelques jours plus tard à l'APOEL Nicosie, quintuple tenant du titre de champion, à la suite du licenciement de Giorgos Donis alors que le club est tombé à la seconde place. Grâce à une série de six victoires et un nul en sept matchs, il obtient le 6e titre de champion d'affilée espéré par la direction. Mais une double élimination en phase qualificative de la Ligue des champions puis de la Ligue Europa, face au FK Astana aux tirs au but, en début de saison 2018-2019, lui vaut d'être écarté à son tour.
Baltazar retrouve un poste en deuxième division portugaise le 22 janvier 2019, au GD Estoril-Praia, qu'il mène de la 4e à la 3e place, sans cependant parvenir à se rapprocher du duo de promus. Son contrat n'est pas renouvelé et il accepte de rejoindre Sabri Lamouchi comme adjoint à Nottingham Forest, en deuxième division anglaise,. Après d'excellents débuts, l'élan du club est coupé par l'interruption des compétitions du fait de la crise sanitaire de la Covid-19. À la reprise, l'équipe ne gagne plus. Le 6 octobre 2020, Lamouchi est démis de ses fonctions. Le lendemain, il est annoncé que Baltazar est nommé entraîneur d'Al-Ain FC, un club saoudien. Mais les difficultés administratives liées à la rupture de son contrat en Angleterre empêchent finalement son arrivée,.

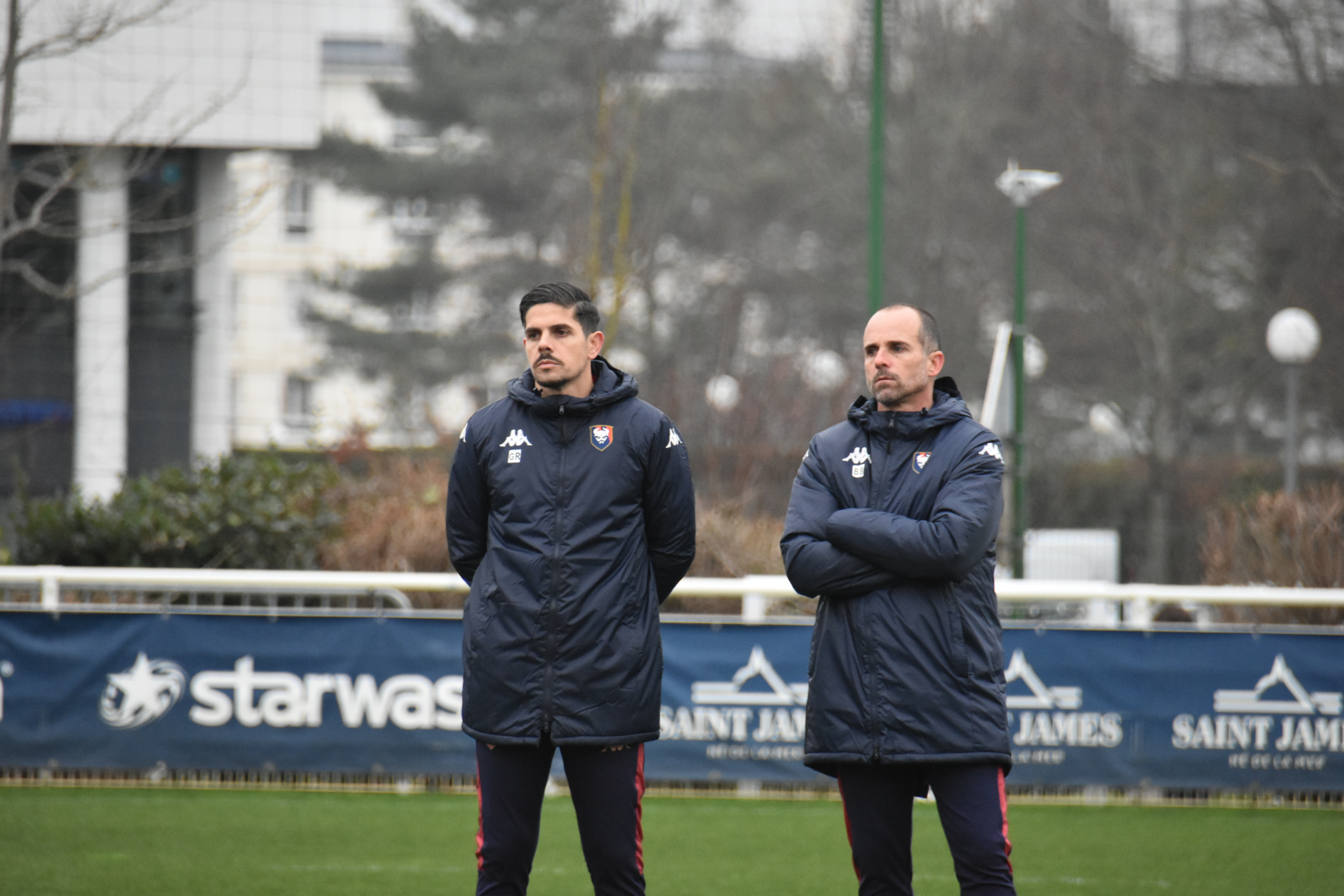
Bruno Baltazar (à droite) et son adjoint Guilherme Ramos (à gauche)

Baltazar reste sans club un an jusqu'à son recrutement le 14 décembre 2021 par Rochester NY, club américain appartenant notamment au footballeur Jamie Vardy, en prévision de la première édition de la MLS Next Pro,. Rochester est alors le seul club de la compétition à ne pas être la réserve d'un club de MLS. Malgré cela, l'équipe montée à la hâte parvient à se qualifier pour les play-offs de fin de saison. Elle s'y incline face à Columbus Crew 2, le futur vainqueur. Le club annonce peu après cesser ses activités du fait de ses difficultés financières.
Le 3 janvier 2023, Baltazar revient en Europe, au Botev Plovdiv, 3e du championnat de Bulgarie la saison passée, le club n'est alors que 10e. Il ne parvient pas à améliorer la situation de l'équipe qui termine la saison régulière à la même place, et se voit remercier courant mai, une fois le maintien assuré.
Le 20 mai 2024, les Polonais de Radomiak Radom le nomment entraîneur avant le dernier match de la saison 2023-2024, alors que l'équipe connaît une chute sportive depuis plusieurs mois et se trouve sous la menace d'une relégation. Malgré une dernière défaite contre le Widzew Łódź, la relégation est évitée au bénéfice des autres résultats. Alors que le club est 12e sur 18, Baltazar et Radomiak s'entendent pour se séparer le 29 décembre 2024.
Le même jour, il est annoncé que Baltazar est le nouvel entraîneur du Stade Malherbe Caen, club français de deuxième division détenu par Kylian Mbappé, en lutte pour ne pas être relégué. Il y remplace Nicolas Seube, personnalité emblématique du club. Il arrive avec son adjoint Guilherme Ramos, ce qui pousse au départ de Patrice Sauvaget, resté en place au moment de la nomination de Nicolas Seube. L'équipe perd les sept premiers matchs suivant son arrivée, face à des adversaires directs notamment, poussant l'équipe au dernier rang. Il est licencié le 18 février après avoir enregistré le pire bilan d'un entraîneur du Stade Malherbe Caen et d'un entraineur de ligue 2 avec 0 victoires, 0 match nuls et 7 défaites, marquant un seul but (hors jeu). Il établit également le record du plus grand nombre de défaites consécutives (9) d'un club en Ligue 2 (sept défaites sous sa direction ajoutées aux deux du club avant sa prise de fonction),.

## Palmarès d’entraîneur
APOEL Nicosie
- Championnat de Chypre (1)
  - Champion en 2018

## Statistiques d’entraîneur

### Statistiques d'entraîneur
Le tableau suivant récapitule les statistiques de Bruno Baltazar durant sa carrière d'entraîneur en club (à jour au 10 février 2025).
| Saison                  | Club                    | Championnat             | Championnat | Championnat | Championnat | Championnat | Coupe(s) nationale(s) | Coupe(s) nationale(s) | Coupe(s) nationale(s) | Coupe(s) nationale(s) | Coupe(s) nationale(s) | Compétition(s) continentale(s) | Compétition(s) continentale(s) | Compétition(s) continentale(s) | Compétition(s) continentale(s) | Compétition(s) continentale(s) | Total | Total | Total | Total | % Victoires |
| Saison                  | Club                    | Division                | M           | V           | N           | D           | C                     | M                     | V                     | N                     | D                     | C                              | M                              | V                              | N                              | D                              | M     | V     | N     | D     | % Victoires |
| ----------------------- | ----------------------- | ----------------------- | ----------- | ----------- | ----------- | ----------- | --------------------- | --------------------- | --------------------- | --------------------- | --------------------- | ------------------------------ | ------------------------------ | ------------------------------ | ------------------------------ | ------------------------------ | ----- | ----- | ----- | ----- | ----------- |
| 2012-2013               | SU Sintrense            | Terceira Divisão        | 21          | 9           | 8           | 4           | -                     | -                     | -                     | -                     | -                     | -                              | -                              | -                              | -                              | -                              | 21    | 9     | 8     | 4     | 43%         |
| 2013-2014               | Atlético CP             | Segunda Liga            | -           | -           | -           | -           | TL                    | 3                     | 0                     | 0                     | 3                     | -                              | -                              | -                              | -                              | -                              | 3     | 0     | 0     | 3     | 0%          |
| 2014-2015               | Casa Pia AC             | CNS                     | 20          | 11          | 5           | 4           | -                     | -                     | -                     | -                     | -                     | -                              | -                              | -                              | -                              | -                              | 20    | 11    | 5     | 4     | 55%         |
| 2016-2017               | SC Olhanense            | Segunda Liga            | 13          | 3           | 4           | 6           | TP                    | 1                     | 0                     | 0                     | 1                     | -                              | -                              | -                              | -                              | -                              | 14    | 3     | 4     | 7     | 21%         |
| 2016-2017               | AEL Limassol            | Cyprus League           | 8           | 4           | 2           | 2           | CC                    | 2                     | 0                     | 2                     | 0                     | -                              | -                              | -                              | -                              | -                              | 10    | 4     | 4     | 2     | 40%         |
| 2017-2018               | AEL Limassol            | Cyprus League           | 26          | 14          | 6           | 6           | CC                    | 1                     | 0                     | 0                     | 1                     | C3                             | 6                              | 4                              | 1                              | 1                              | 33    | 20    | 7     | 8     | 61%         |
| Total à l'AEL Limassol  | Total à l'AEL Limassol  | Total à l'AEL Limassol  | 34          | 18          | 8           | 8           | -                     | 3                     | 0                     | 2                     | 1                     | -                              | 6                              | 4                              | 1                              | 1                              | 43    | 24    | 11    | 10    | 56%         |
| 2017-2018               | APOEL Nicosie           | Cyprus League           | 7           | 6           | 1           | 0           | CC                    | 2                     | 0                     | 0                     | 2                     | -                              | -                              | -                              | -                              | -                              | 9     | 6     | 1     | 2     | 67%         |
| 2018-2019               | APOEL Nicosie           | Cyprus League           | 1           | 1           | 0           | 0           | SC                    | 1                     | 0                     | 0                     | 1                     | C1+C3                          | 2+6                            | 1+3                            | 0+1                            | 1+2                            | 10    | 5     | 1     | 4     | 50%         |
| Total à l'APOEL Nicosie | Total à l'APOEL Nicosie | Total à l'APOEL Nicosie | 8           | 7           | 1           | 0           | -                     | 3                     | 0                     | 0                     | 3                     | -                              | 8                              | 4                              | 1                              | 3                              | 19    | 11    | 2     | 6     | 58%         |
| 2018-2019               | GD Estoril-Praia        | Segunda Liga            | 16          | 7           | 3           | 6           | -                     | -                     | -                     | -                     | -                     | -                              | -                              | -                              | -                              | -                              | 16    | 7     | 3     | 6     | 44%         |
| 2022                    | Rochester New York      | MLS Next Pro            | 25          | 14          | 0           | 11          | OC                    | 3                     | 2                     | 0                     | 1                     | -                              | -                              | -                              | -                              | -                              | 28    | 16    | 0     | 12    | 57%         |
| 2022-2023               | Botev Plovdiv           | Parva Liga              | 15          | 3           | 4           | 8           | -                     | -                     | -                     | -                     | -                     | -                              | -                              | -                              | -                              | -                              | 15    | 3     | 4     | 8     | 20%         |
| 2023-2024               | Radomiak Radom          | Ekstraklasa             | 1           | 0           | 0           | 1           | -                     | -                     | -                     | -                     | -                     | -                              | -                              | -                              | -                              | -                              | 1     | 0     | 0     | 1     | 0%          |
| 2024-2025               | Radomiak Radom          | Ekstraklasa             | 21          | 9           | 2           | 10          | CP                    | 2                     | 1                     | 0                     | 1                     | -                              | -                              | -                              | -                              | -                              | 23    | 10    | 2     | 11    | 43%         |
| Total au Radomiak Radom | Total au Radomiak Radom | Total au Radomiak Radom | 22          | 9           | 2           | 11          | -                     | 2                     | 1                     | 0                     | 1                     | -                              | -                              | -                              | -                              | -                              | 24    | 10    | 2     | 12    | 42%         |
| 2024-2025               | SM Caen                 | Ligue 2                 | 7           | 0           | 0           | 7           | -                     | -                     | -                     | -                     | -                     | -                              | -                              | -                              | -                              | -                              | 7     | 0     | 0     | 7     | 0%          |
| Total sur la carrière   | Total sur la carrière   | Total sur la carrière   | 181         | 81          | 35          | 64          | -                     | 15                    | 3                     | 2                     | 10                    | -                              | 14                             | 8                              | 2                              | 3                              | 210   | 94    | 39    | 77    | 42%         |